# Sebastian Hunte
Sebastian Hunte (* 21. Oktober 1996 in Bridgetown) ist ein barbadischer Fußballspieler.

## Karriere

### Im Verein
Hunte begann seine Karriere für die The Kick Start Soccer School. Er spielte für Kick Start bis 2012, bevor er sich der The Digicel Academy in Bridgetown anschloss. Nach einem Jahr startete er im Alter von 16 Jahren, seine Seniorenkarriere beim Paradise FC.

### Nationalmannschaft
Hunte spielte für die U-16, U-17 und U-20 von Barbados. Am 23. September 2012 wurde er 15-jährig erstmals in die A-Nationalmannschaft von Barbados berufen. Am 28. August 2014 wurde Hunte von Nationaltrainer Colin Forde in den Kader der A-Nationalmannschaft für den Caribbean Football Union Cup berufen. Im Rahmen der CF Union Cup, absolvierte er am 5. September 2014 ein inoffizielles Länderspiel gegen die Fußballnationalmannschaft von Martinique.